# Boracay
Boracay er en filippinsk ø ca. 315 km syd for Manila. Den er cirka 7 km lang og 3 km bred og er et yndet mål for fillipinske turister, ligesom flere europære er begyndt holde holde ferie på øen. 
På øen er der over 200 hoteller og resorter, der spænder fra store suiter til små træhytter langs den lidt over 4 km lange hvide sandstrand.